# Dendrobium falcorostrum
Dendrobium falcorostrum är en orkidéart som beskrevs av Robert Desmond David Fitzgerald. Dendrobium falcorostrum ingår i släktet Dendrobium, och familjen orkidéer. Inga underarter finns listade i Catalogue of Life.

## Bildgalleri

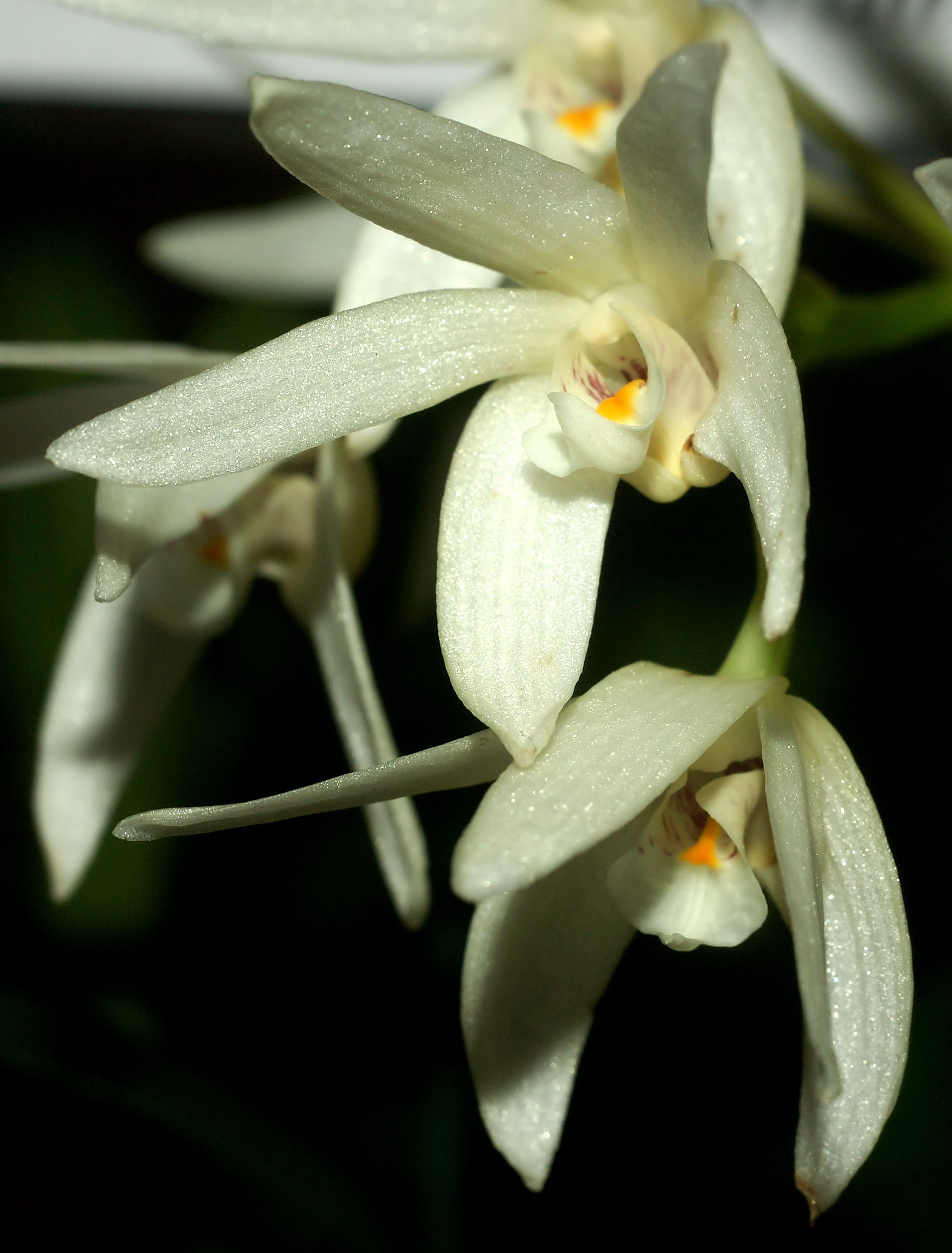